# Pingguo
Der Kreis Pingguo (chinesisch 平果县, Pinyin Píngguǒ Xiàn; Zhuang Bingzgoj Yen) ist ein Kreis im autonomen Gebiet Guangxi der Zhuang-Nationalität im zentralen Westen der Volksrepublik China. Er gehört zum Verwaltungsgebiet der bezirksfreien Stadt Bose. Die Fläche beträgt 2.457 Quadratkilometer und die Einwohnerzahl 462.900 (Stand: 2018).
Pingguo ist der Sitz des Industrieparks Guangxi Pinglu, eines der größten chinesischen Verwerter für Aluminium.
Im Kreis Pingguo wird seit 2009 ein alljährliches Tennisturnier für Frauen von der ITF abgehalten.